# Paweł Cibicki
Paweł Cibicki est un footballeur suédois d'origine polonaise, né le 9 janvier 1994 à Malmö. Il évolue au poste d'attaquant. En 2021, il écope d'une suspension de quatre ans pour matchs truqués.

## Biographie

### En club
Avec l'équipe de Malmö, il joue neuf matchs en Ligue des champions et quatre matchs en Ligue Europa.
Le 31 août 2017, il rejoint le club anglais de Leeds United.
Le 3 juillet 2018, il est prêté à Molde.

### En équipe nationale
Paweł Cibicki joue avec les moins de 19 ans et moins de 20 ans polonais.
Avec les espoirs suédois, il participe au championnat d'Europe espoirs en 2017. Lors de cette compétition, il joue trois matchs : contre l'Angleterre, la Pologne, et la Slovaquie.

## Palmarès
- Malmö FF
  - Champion de Suède en 2010, 2013, 2014 et 2017
  - Vainqueur de la Supercoupe de Suède en 2014